# Les Grands (film, 1924)
Pour les articles homonymes, voir Les Grands.
Pour plus de détails, voir Fiche technique et Distribution.
Les Grands est un film français réalisé par Henri Fescourt, sorti en 1924.
Il s'agit de la seconde adaptation au cinéma de la pièce Les Grands, pièce en quatre actes de Pierre Veber et Serge Basset, créée au Théâtre de l'Odéon le 26 janvier 1909. Il y avait déjà eu une adaptation en 1918, Les Grands, réalisée par Georges Denola ; il y en aura une autre par la suite en 1936, Les Grands, réalisée par Robert Bibal et Félix Gandéra.

## Fiche technique
- Titre : Les Grands
- Réalisation : Henri Fescourt
- Assistant-réalisateur : Henri Debain
- Scénario : Henri Fescourt, d'après la pièce de Pierre Veber et Serge Basset
- Photographie : Willy Faktorovitch et Karémine Mérobian
- Montage : Henri Debain
- Production : Films de France
- Pays d'origine :  France
- Langue : film muet avec les intertitres en français
- Format : Noir et blanc — 35 mm — 1,33:1 — Muet
- Genre : Film dramatique
- Métrage : 1 900 mètres
- Durée : 70 minutes
- Date de sortie : 
  - France : 19 décembre 1924

## Distribution
- Max de Rieux : Jean Brassier
- Georgette Sorelle : Mme Brassier, la mère de Jean
- Georges Gauthier : M. Lormier, le principal
- Jeanne Helbling : Mme Lormier
- Henri Debain : M. Bon, l'économe
- Émile Saint-Ober : le pion
- Fabien Haziza : Surot, le mauvais élêve
- Jacques Christiany : le futur Saint-Cyrien
- Jacques Prévert : le futur polytechnicien
- Paul Candigé : Bezou
- Jean-Paul De Baëre : Pierre
- Paulette Berger : Mélie, la bonne